# Heneage Finch (speaker)
Sir Heneage Finch, né le 15 décembre 1580 et mort le 5 décembre 1631, est un avocat et homme politique anglais. Président de la Chambre des communes en 1626, il s'avère incapable de gérer le conflit ouvert qui s'ouvre entre les députés et le roi Charles Ier.

## Biographie
Il naît au domicile familial près de Canterbury, cinquième fils de Sir Moyle Finch, député à la Chambre des communes du Parlement d'Angleterre à diverses reprises entre 1576 et 1601. Vers 1592, à l'âge de 11 ou 12 ans, il entame des études au Trinity College de l'université de Cambridge, dont il obtient un diplôme de Bachelor of Arts (licence de lettres) en 1596. Il étudie ensuite le droit au Inner Temple à Londres, et est appelé au barreau en 1606.
Avec l'appui de son beau-frère Sir William Twysden, député et influent propriétaire terrien, il est élu à son tour député à la Chambre des communes à l'occasion d'une élection partielle en décembre 1607 dans la circonscription de Rye, ville du Sussex. Le parlement élu en 1604 n'étant pas alors en session, ce n'est qu'en février 1610 qu'il commence à siéger. En juillet de cette même année, il se range du côté des députés qui contestent au roi Jacques Ier le droit d'imposer seul de nouveaux droits de douane ; il prend la parole pour arguer que le roi doit agir dans le cadre des lois établies, et que la législation existante ne lui permet pas d'entraver la libre circulation de marchands anglais dans les ports du royaume. Il ajoute que le monarque ne peut d'ailleurs non plus décréter un état de guerre que dans le cadre prévu par la loi. La ville de Rye étant l'un des « Cinq-Ports » jouissant de privilèges depuis le Moyen-Âge, la question des droits de douane dans les ports importe à ses électeurs.
En 1610 également, il est nommé membre d'une commission parlementaire constituée de six députés juristes, chargée par le roi de rationaliser la législation anglaise en identifiant les lois tombées en désuétude et devant être abrogées, et en codifiant les lois restantes. Travaillant de concert avec les juristes du gouvernement, la commission s'y attelle durant six ans, bien au-delà de la dissolution du parlement en 1611 ; Finch en demeure membre bien qu'il ne soit pas député au parlement suivant en 1614. 
En 1611, son père s'achète un titre de baronnet. La signification de ce titre étant incertaine, Heneage Finch obtient de plaider devant le roi pour que le titre de baronnet soit considéré équivalant à celui de banneret. Durant son allocution, il irrite toutefois Jacques Ier à deux reprises, ce dernier s'exclamant avec mépris : « Je m'étonne de cet homme qui semblerait savoir mes intentions, et qui raisonne non seulement contre ce que j'ai pu dire mais contre ce que je pourrais dire ». Et ajoute que Finch « n'a rien dit qui vaille la peine de répondre ». Ce dernier, humilié, est réduit au silence et subit la désapprobation durable du monarque. Pour autant, quelques années plus tard il est employé durant plusieurs années comme conseiller juridique par le prince Charles, qui ne partage pas l'opinion de son père à son égard. 
Il est élu député de Looe-ouest, bourg pourri de Cornouailles, au parlement de 1621. Cette même année il devient Recorder (juge) de Londres. En sa qualité de juge et député, il joue un rôle important dans le processus d’impeachment (destitution) mené par la Chambre des communes contre le barrister (avocat) catholique Edward Floyd, accusé d'avoir tenu des propos insultants à l'encontre du comte Frédéric V du Palatinat. Heneage Finch maintient, au mépris de tout précédent, que la Chambre peut destituer une personne extérieure à la Chambre, sans procès ni confession. En cela, la Chambre des communes outrepasse clairement ses prérogatives, comme le lui rappelle sévèrement la Chambre des lords. 
En février 1621 il prend part à la rédaction du projet de loi qui abroge des centaines de lois caduques, identifiées comme telles par la commission de juristes dont il avait été membre. En décembre, il conseille à la Chambre de refuser la demande du roi qui souhaite que les députés rédigent clairement une liste justifiée de leurs propres prérogatives : « car si nous omettons quelque chose, nous nous en excluons ; le roi dira que si nous avions d'autres privilèges nous les eussions revendiqués et exprimés dans cet écrit ». La liste n'est effectivement jamais rédigée. Le parlement est dissous peu après, et Heneage Finch se consacre un temps, avec succès, à sa carrière d'avocat. Il est fait chevalier en juin 1623, et est élu député de la cité de Londres pour le parlement de 1624, son élection étant quasi automatique de par sa fonction de Recorder de la ville. En tant que député de Londres, il défend les intérêts des marchands de la capitale contre les impôts voulus par le gouvernement. Il est réélu pour le parlement de 1625, puis de 1626. Sur proposition de Thomas Coventry, lord keeper du grand sceau d'Angleterre, les députés élisent Heneage Finch président de la Chambre des communes pour ce parlement de 1626.
Alors qu'il cherche à y faire voter les subsides demandées par le roi Charles Ier, les députés insistent pour se concentrer sur un examen de ce qu'ils estiment être l'influence néfaste de George Villiers, duc de Buckingham, sur le gouvernement. Ignorant leur président, ils se constituent en commissions parlementaires à cet effet. Heneage Finch écrit dans son journal privé que la Chambre est « ingérable », et doit faire face dans le même temps à l'impatience du roi. Le 11 mai, le monarque fait arrêter les députés Sir Dudley Digges et Sir John Eliot dans l'enceinte même du Parlement, et les fait emprisonner à la tour de Londres pour leur opposition au duc de Buckingham. Les députés, furieux, refusent de siéger, malgré la tentative de leur président de poursuivre la session en cours. Le lendemain, ils ordonnent à un Heneage Finch impuissant de rester assis, et l'empêchent de présider. Le surlendemain, il abandonne la tâche et se retire de la Chambre. Les députés n'acceptent de reprendre leurs fonctions que le 23 mai, après la libération des deux hommes. Le roi dissout le parlement en juin.

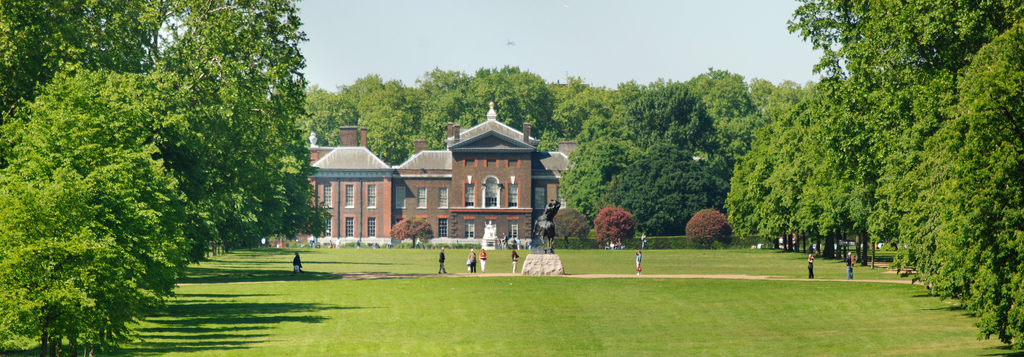
Le palais de Kensington aujourd'hui.

En l'absence de crédits attribués par le Parlement, Charles Ier introduit un prêt forcé. Heneage Finch est l'un des commissaires nommés pour collecter ce prêt à Londres. Dans le même temps, il est paradoxalement l'avocat de ceux qui refusent de payer en novembre 1627, mais son apparent « enthousiasme » au service de ce gouvernement impopulaire le discrédite et l'empêche d'être réélu député en 1628. C'est son cousin John qui présidera le parlement de 1628.
Veuf depuis le printemps 1627, Heneage Finch épouse en avril 1629 une riche héritière, Elizabeth Bennett, et s'achète un manoir à Kensington, qui sera vendu plus tard par son petit-fils Daniel à la famille royale, devenant le palais de Kensington. Il meurt en décembre 1631, peu avant son 51e anniversaire, à la suite d'« une longue maladie », et est inhumé à l'église du village de Ravenstone dans le Buckinghamshire. Sa fille Anne est une philosophe de l'école des platoniciens de Cambridge. Son fils Heneage, le demi-frère d'Anne, sera anobli par Charles II, dont il sera le Lord grand chancelier.